# 熊卓 (弘治進士)
熊卓（1464年—1508年），字士選，號東溪，江西南昌府豐城縣人，民籍，明朝政治人物。

## 生平
江西鄉試第六十名舉人。弘治九年（1496年）中式丙辰科會試第二百一十七名，三甲第一百五十名進士。授浙江平湖县知县，十八年五月實授四川道监察御史，正德初巡按广东，不久被刘瑾诬为奸党，勒令致仕，未幾卒。诗名与北地、信阳相伯仲，有《熊士选集》。

## 家族
曾祖熊用善；祖父熊若璣；父熊楚材，母彭氏。具庆下。兄熊沚、熊溢、弟熊湛、熊沃。